# Roman Davydov
Pour les articles homonymes, voir Davydov.
Roman Vladimirovitch Davydov (russe : Роман Владимирович Давыдов) est un réalisateur de films d'animation soviétique né le 9 avril 1913 à Moscou et mort le 17 septembre 1988.

## Biographie
Sorti de l'école des techniques industrielles de Moscou Roman Davydov gagne en 1932 le concours de caricaturistes et entame une formation de dessinateur de presse au sein du journal satirique Krokodil dont il sort diplômé en 1934. En 1937, il entre aux studios Soyouzmoultfilm et travaille pendant plusieurs années comme animateur avec les réalisateurs comme Vladimir Polkovnikov, Dmitri Babitchenko (ru), Ivan Ivanov-Vano, Mstislav Pachtchenko (ru) et d'autres. Il tourne Le Fusil de chasse son premier court métrage en tant que réalisateur, avec Panteleïmon Sazonov (ru) en 1948. En 1966, il commence à porter à l'écran Le Livre de la jungle de Rudyard Kipling, ce qui donnera une série en cinq épisodes Mowgli (1966-1971) très appréciée de jeunes spectateurs. En 1980, on lui décerne le titre de maître des Arts émérite de la RSFS.
Roman Davydov est le père d'Alexandre Davydov (ru), lui aussi un cinéaste d'animation reconnu, lauréat du prix Nika, qui signe notamment plusieurs épisodes de la série Le retour du perroquet prodigue (Возвращение блудного попугая) relatant les aventures du perroquet Kecha (1987-2005).

## Filmographie
Réalisateur
- 1956 : Kolobok (Колобок)
- 1958 : Trois ours (Три медведя), dessin animé
- 1961 : La Chèvre (dessin animé) (Козлёнок (мультфильм))
- 1963 : L'Actionnaire (Акционеры)
- 1966 : Étoile en chef (ru)
- 1972 : Foka, un touche-à-tout (ru)

Animateur
- 1947 : Petit Cheval bossu (Конёк-Горбуно́к) de Ivan Ivanov-Vano
- 1952 : Kachtanka (Каштанка) de Mikhaïl Tsekhanovski
- 1952 : La Fleur écarlate (Аленький цветочек) de Lev Atamanov
- 1954 : L'Antilope d'or (Золотая антилопа) de Lev Atamanov